# La Femme de quarante ans
Pour plus de détails, voir Fiche technique et Distribution.
La Femme de quarante ans (Smouldering Fires) est un film américain réalisé par Clarence Brown, sorti en 1925.

## Fiche technique
- Titre original : Smouldering Fires
- Titre français : La Femme de quarante ans
- Réalisation : Clarence Brown
- Scénario : Dwinelle Benthall, Melville W. Brown, Sada Cowan, Margaret Deland et Howard Higgin
- Photographie : Jackson Rose
- Société de production : Universal Pictures
- Pays de production : États-Unis
- Format : Noir et blanc - 1,33:1 - Film muet
- Genre : drame
- Date de sortie : 1925

## Distribution
- Pauline Frederick : Jane Vale
- Laura La Plante : Dorothy Vale
- Malcolm McGregor : Robert Elliott
- Tully Marshall : Scotty
- Wanda Hawley : Lucy
- Helen Lynch : Kate Brown
- George Cooper : Mugsy
- Bert Roach : Membre du comité
- Billy Gould : Membre du comité
- Rolfe Sedan : Membre du comité
- Jack McDonald : Membre du comité
- William Orlamond : Membre du comité